# Eumetazoa
Eumetazoa är ett underrike i djurriket som sammanfattar alla flercelliga djur med äkta cellvävnad. Det finns bara en eller två stammar av flercelliga djur som inte tillhör underriket: svampdjur (Porifera) och placozoer (räknas av vissa zoologer till Eumetazoa). Det vetenskapliga namnet är sammansatt av de grekiska orden εὖ [eu] – bra eller äkta, μετά [meta] – efter, samt ζῷον [zóon] – varelse eller djur.

## Kännetecken
Arterna i underriket är uppbyggd av olika celltyper, till exempel muskelvävnad, nervceller eller könsceller. Epitelcellerna är sammanlänkade genom speciella kontakter, så kallade gap junction. Dessutom delas embryot under sin utveckling i två groddblad (cellskikt), den inre kallas endoderm och den yttre ektoderm. Hos flera medlemmar utvecklas senare även en tredje (mellersta) groddblad – mesoderm.

## Systematik
Tidigare antogs att nässeldjuren (Cnidaria) upptar den basala positionen i underriket men idag klassificeras ofta kammaneter (Ctenophora) som den ursprungligaste stammen av Eumetazoa. Placozoernas taxonomiska position är omstridd, ibland sammanfattas de med svampdjuren i underriket Parazoa och ibland räknas de till Eumetazoa (som här). Ett möjligt släktträd inom underriket visas här:
```
Eumetazoa
|
|--  
kammaneter
 (Ctenophora)
|--
   |-- 
placozoer
 (Placozoa)
   |-- 
nässeldjur
 (Cnidaria)
   |-- 
tvåsidiga djur
 (Bilateria)
          |
          |-- 
protostomer
 (Protostomia)
          |-- 
deuterostomer
 (Deuterostomia)
```